# Juan Pascual Azorín
Juan Pascual Azorín Soriano (Yecla, 6 de agosto de 1951). Político, fue alcalde de Elda y senador por Alicante en el Senado de España. Pertenece al Partido Socialista del País Valenciano (PSPV-PSOE).

## Trayectoria
Se trasladó con su familia a Elda a los dieciocho meses. En 1983, tras un periodo en el que trabajó como cortador en la industria del calzado, fue elegido concejal en las listas de la Candidatura Independiente de Elda y posteriormente, en 1984, se integró en el PSOE. En 1985 fue nombrado secretario general de la Unión General de Trabajadores de la Comarca del Alto Vinalopó. Como concejal, ocupó los puestos de Personal e Industria. Fue reelegido en las listas socialistas de 1987 y 1991. En este último año y ostentando la Concejalía de Desarrollo Económico e Industria, Elda perdió la Institución Ferial Alicantina y con ella las Ferias del Calzado que se realizaban en la ciudad desde el año 1960. En 1996 accedió a la Alcaldía de Elda. Fue Presidente del PSPV-PSOE.

## Legislaturas como alcalde
En las elecciones de 1995, el Partido Popular (PP) gana por primera vez las elecciones en Elda, con un margen de más de 4000 votos sobre el PSOE. No obstante, Camilo Valor fue nombrado alcalde en minoría por un voto. Pocos meses después ya en 1996, Azorín y el líder local de IU, Domingo Orgilés, pactan llevar a cabo una moción de censura para hacerse con el poder. Antes de que esta se produzca, Valor dimite, y en la nueva votación es investido Azorín, siendo Orgilés 1.er  teniente de alcalde.
En 1999 consigue ser elegido alcalde por mayoría absoluta. En 2003, su lista es la más votada por un estrecho margen de votos. La sesión de investidura fue polémica, ya que en conversaciones previas, el PP y la  Unión para el Progreso de Elda (UPE) llegaron a un pacto, con el cual, sumándose a la abstención que había anunciado IU, el candidato popular sería nombrado alcalde. El edil de UPE Emiliano Bellot se salta el pacto de partido en la investidura, por lo que Azorín vuelve a ser elegido alcalde, esta vez en minoría. En 2004, lleva a cabo un pacto de gobierno con Bellot (que había sido expulsado de su partido), nombrándolo concejal de sanidad, y con Orgilés, que pidió ser concejal de urbanismo. Meses más tarde, el pacto entre Azorín y Orgilés se rompe, en medio de acusaciones mutuas de corrupción. Se llega a hablar de una moción de censura entre PP, UPE e IU, que finalmente nunca llega a producirse, y termina Azorín su mandato en minoría.
Durante la alcaldía de Azorín se realizaron algunas importantes reformas, como las del Teatro Castelar, la Plaza de la Ficia, la Plaza del Ayuntamiento, o el aparcamiento de la Gran Avenida. Se llevaron a cabo así mismo nuevas obras como el Museo del Calzado, el Polideportivo Ciudad de Elda y el Polígono Finca Lacy. En cambio, durante su periodo se achaca un notable estancamiento económico y social en la ciudad. El casco antiguo eldense ahondó en su abandono y desperfectos, y algunos elementos de patrimonio, como la Casa-Tienda modernista de la plaza del ayuntamiento, fueron derribados. Durante su segunda legislatura, Elda vivió así mismo un grave episodio de inseguridad ciudadana, que trajo consigo la práctica desaparición del ocio nocturno en la zona centro.

### Senador
En las elecciones de 2008, Azorín es elegido senador por la provincia de Alicante, donde ocupará la portavocía de calzado y textil en la Comisión de Industria del Senado. Ocupó otros cargos, como el de Vicepresidente Primero en la Comisión de Industria, Turismo y Comercio, y el de Secretario Primero en la Comisión de Entidades Locales, y es Presidente de Honor de la Institución Ferial Alicantina. Tras ocupar su puesto en Madrid, abandonó su acta de concejal en el consistorio eldense, donde fue edil durante 25 años consecutivos, 11 de ellos como alcalde.

## Trama Urbanística
En su segunda y tercera legislatura, fue acusado frecuentemente de irregularidades y opacidad por el difundo concejal de UPE, Jiménez Huertas, tanto en el consistorio como en la tertulia local que presentaba en la televisión local Canal 43. En 2002 el PP puso una demanda contra Azorín, acusándole de fraude, cohecho y prevaricación, en la supuesta concesión irregular de las obras del polideportivo al empresario alicantino Enrique Ortiz. En 2005 Azorín rompe el pacto de gobierno con IU entre acusaciones cruzadas de corrupción. Quienes fueron sus socios de gobierno desde 1996, le pusieron una serie de demandas judiciales en 2007, acabado su último mandato, acusándole de montar una trama urbanística.
En septiembre de 2014, el Juzgado de Instrucción n.º 3 decreta la imputación de Juan Pascual Azorín, junto con 5 personas más, entre quienes se encuentran uno de sus concejales de urbanismo, su arquitecto municipal, y un empresario de la construcción. La fiscalía le atribuye hasta 8 presuntos delitos distintos, tales como cohecho, prevaricación en concesión de subvenciones, tráfico de influencias, fraude a la administración, aprovechamiento de información, y otros. Entre los casos que se le acusa, están la permuta de unos terrenos en la obra de una piscina cubierta, irregularidades en la elaboración de un nuevo PGOU, o  la recalificación de terrenos en zonas montañosas no urbanizables para la construcción de proyectos como la Ciudad del Fútbol, o una macrourbanización con campos de golf y 7200 viviendas.
| Predecesor: Camilo Valor Gómez | Alcalde de Elda 1996 - 2007 | Sucesor: Adela Pedrosa |